# Antebellum South
Pour l’article homonyme, voir Antebellum.
L'Antebellum South, du latin : ante bellum, avant la guerre, est une période de l'histoire du Sud des États-Unis qui s'étend de la fin de la Guerre de 1812 jusqu'au début de la guerre de Sécession en 1861.
Cette époque est caractérisée par la prédominance de la pratique de l'esclavage aux États-Unis et par les normes sociétales qui en découlent. Au cours de cette période, les dirigeants sudistes modifient leur point de vue sur l'esclavage : d'abord considéré comme une institution gênante et temporaire, il se transforme progressivement en un concept défendu, dont les partisans mettaient en avant les bienfaits de l'esclavage, tout en s'opposant avec véhémence au mouvement abolitionniste en plein essor. Cette période marque la polarisation progressive du pays entre abolitionnistes et partisans de l'esclavage.
Durant cette période l'économie repose largement sur les plantations et l'export, tandis que la société est stratifiée, inégalitaire et perçue par les immigrants comme manquant d'opportunités. En conséquence, la base manufacturière est à la traîne par rapport à celle des États non esclavagistes. L'inégalité des richesses s'est accrue à mesure que les grands propriétaires terriens s'appropriaient la plus grande part des profits générés par les esclaves, ce qui a également contribué à asseoir leur pouvoir en tant que classe politique.
Alors que le pays continue son expansion vers l'Ouest, la propagation de l'esclavage devient un problème majeur dans la politique nationale, qui finira par déboucher sur la Guerre de Sécession. Dans les années suivant la Guerre de Sécession, la guerre est romantisée par des révisionnistes historiques, en soutenant trois affirmations principales : la cause des Confédérés était héroïque, les esclaves étaient heureux et satisfaits, et l'esclavage n'était pas la cause principale de la guerre. Ce phénomène a continué jusqu'à aujourd'hui et contribue au racisme, aux discriminations de genre, et à certaines attitudes religieuses dans le Sud, et dans une moindre mesure, dans le reste du pays,.

## Histoire
Au XVIIIe siècle, le commerce triangulaire amène des esclaves Africains dans le Sud des États-Unis, pendant la période coloniale, comme une source de travail pour la récolte des cultures. En 1790, il y presque 700 000 esclaves aux États-Unis, ce qui est environ égal à 18% de la population totale de l'époque. Cette situation dure au long des XVIIe et XVIIIe siècles, mais c'est à partir de l'invention du cotton gin dans les années 1790 par Eli Whitney que l'esclavage devient très rentable les grandes plantations se développent. Dans les 15 ans séparant l'invention du cotton gin et la l'Act Prohibiting Importation of Slaves, il survient une augmentation du commerce d'esclaves, favorisant le système esclavagiste aux États-Unis.